# 藤本朝巳
藤本 朝巳（ふじもと ともみ、男性、1953年9月18日 - ）は、日本の英米児童文学研究者、翻訳家。元フェリス女学院大学教授。

## 略歴
熊本県阿蘇郡高森町生まれ。
青山学院大学英米文学科卒業。1995年関東学院大学文学研究科修士課程英語英米文学専攻修了、1998年白百合女子大学大学院児童文学科博士課程単位取得退学。米国ポートランド州立大学留学。2007年度英国ケンブリッジ、Anglia Ruskin University, Department of English, 客員研究員、フェリス女学院大学文学部英語英米文学科教授。絵本学会、1999年10月～2003年9月、運営委員、2009年4月～2015年3月、理事（機関誌編集委員長）、2018年6月～、会長代理（及び機関誌編集委員長）、JBBY（日本国際児童図書評議会）理事、2005年、国際アンデルセン賞・画家賞 国内選考委員、日本イギリス児童文学会（1999年10月～2016年3月、理事、2001年10月～2003年10月、東日本支部長、2010年4月～2012年3月、事務局長）、日本児童文学学会（2011年10月～2015年3月、評議員）、伊藤忠記念財団子ども文庫助成事業（2007年4月～2013年3月、選考委員、2009年度～2013年3月、選考委員長）、日本基督教団出版局（2011年～2019年、信仰伝道企画委員会協力委員）などを歴任。2001年『昔話と昔話絵本の世界』で日本児童文学学会賞奨励賞受賞。2020年4月～ 学校法人 平和学園 学園長。

## 著書
- 『絵本はいかに描かれるか 表現の秘密』（日本エディタースクール出版部） 1999
- 『昔話と昔話絵本の世界』（日本エディタースクール出版部） 2000
- 『ぞうくんはどっちを向いている? 楽しい絵本学』（フェリス女学院大学） 2001
- 『子どもに伝えたい昔話と絵本』（平凡社） 2002
- 『絵本のしくみを考える』（日本エディタースクール出版部） 2007
- 『子どもと絵本　絵本のしくみと楽しみ方』（人文書院） 2015
- 『松居直と絵本づくり』（教文館） 2017

### 共編著
- 『英語圏諸国の児童文学(2) テーマと課題』（高田賢一共著、日本イギリス児童文学会編、ミネルヴァ書房） 2011
- 『ベーシック絵本入門』（生田美秋, 石井光恵共編著、ミネルヴァ書房） 2013
- 『英語圏諸国の児童文学(1) 物語ジャンルと歴史 改訂版』（川端有子, 横川寿美子共著、日本イギリス児童文学会編集、ミネルヴァ書房） 2013
- 『絵本とイラストレーション 見えることば、見えないことば』（今井良朗, 本庄美千代共著、武蔵野美術大学出版局） 2014
- 『歌と絵本が育む子どもの豊かな心』（田島信元, 佐々木丈夫共著、ミネルヴァ書房） 2018
- 『絵を読み解く 絵本入門』（生田美秋共編著、ミネルヴァ書房） 2018

## 翻訳
- 『七ひきのねずみ』（エド・ヤング、古今社） 1999
- 『ロンポポ オオカミと三にんのむすめ』（エド・ヤング再話・絵、古今社） 1999
- 『こびととくつや グリム兄弟の童話から』（カトリーン・ブラント絵、平凡社） 2002
- 『トッケビのこんぼう 韓国の昔話』（チョン・チャジュン文、ハン・ビョンホ絵、平凡社） 2003
- 『どうぶつえん』（アンソニー・ブラウン、平凡社） 2003
- 『シェイプ・ゲーム』（アンソニー・ブラウン、評論社、児童図書館・絵本の部屋） 2004
- 『漁師とおかみさん グリム兄弟の童話から』（カトリーン・ブラント絵、平凡社） 2004
- 『アンソニー・ブラウンのキング・コング エドガー・ウォレス&メリアン・C・クーパー原作による』（平凡社） 2005
- 『おじいちゃんのライカ』（マッツ・ウォール文、トード・ニグレン絵、評論社、児童図書館・絵本の部屋） 2005
- 『おんぶはこりごり』（アンソニー・ブラウン、平凡社） 2005
- 『おとうさんの庭』（ポール・フライシュマン文、バグラム・イバトゥリーン絵、岩波書店） 2006
- 『さびしがりやのトッケビ』（ハン・ビョンホ作・絵、平凡社） 2006
- 『リベックじいさんのなしの木』（テオドール・フォンターネ文、ナニー・ホグロギアン絵、岩波書店） 2006
- 『まあ、なんてこと!』（デイビッド・スモール、平凡社） 2008
- 『ヘンゼルとグレーテル グリム兄弟の童話から』（カトリーン・ブラント絵、平凡社） 2010
- 『クリスマスものがたり』（パメラ・ドルトン絵、日本キリスト教団出版局、リトルベル） 2012
- 『宝島』（ロバート・ルイス・スティーヴンソン原作、クレール・ユバック翻案、フランソワ・ロカ絵、横山安由美共訳、小峰書店） 2012
- 『たのしいどうぐばこ』（ステファン・T・ジョンソン、監訳、小峰書店） 2012
- 『リンゴのたび 父さんとわたしたちがオレゴンにはこんだリンゴのはなし』（デボラ・ホプキンソン作、ナンシー・カーペンター絵、小峰書店） 2012
- 『たいようもつきも フランチェスコのうた』（キャサリン・パターソン文、パメラ・ドルトン絵、日本キリスト教団出版局、リトルベル） 2013
- 『ノアのはこぶね』（ナニー・ホグロギアン絵、日本キリスト教団出版局 リトルベル） 2014